# عزيز (حاسوب فائق)
عزيز هو حاسوب فائق دُشن في يونيو 2015 م في جامعة الملك عبد العزيز في جدة، ويتم تشغيله بواسطة مركز الحوسبة عالية الأداء. يعد عزيز أحد أنظمة السوبر كمبيوتر المتميزة عالمياً. كما تم إدراجه ضمن قائمة أسرع 500 حاسوب فائق عالمياً عام 2015 وثاني أسرع كمبيوتر على مستوى الجامعات في منطقة الشرق الأوسط وشمال افريقيا. وقد تم الاستعانة بخبرات شركة فوجيتسو العالمية لإنشاء عزيز.
يحتوى عزيز على 496 خادم معالجة البيانات بإجمالي 12000 وحدة معالجة (Intel CPUs) بالإضافة إلى ٢ خادم لمعالجة الرسوميات مزود ب (NVIDIA Tesla K20 GPUs) بالإضافة إلى خادمان 2 لمعالجة العمليات الحسابية (Xeon-Phi).
كما يحتوى عزيز على عدد من البرمجيات التي يمكن استخدامها في مجالات متنوعة مثل الكيمياء، الفيزياء، الرؤية بالحاسب، الهندسة الإنشائية، الهندسة الميكانيكية، هندسة الطيران، معالجة الصور، تحليل البيانات الكبيرة و أبحاث المناخ و غيرها.

## خدمات مركز الحوسبة عالية الأداء (عزيز)
صُمِّمت خدمات مركز الحوسبة عالية الأداء خصيصًا لتلبية احتياجات قطاع عريض من المستخدمين انطلاقاً من الأفراد وانتهاءً بالهيئات والمنظمات، والتي يتم تقديمها بسعر تنافسي بالشكل الذي يجعل المركز واحدًا من مراكز الحوسبة عالية الأداء القليلة جدًّا التي تقدِّم خدماتها بأسعار تنافسية دون الإخلال بجودة هذه الخدمات.
بالإضافة إلى ذلك, فقد صمَّم المركز واحدة من أسهل عمليات طلب الخدمات التي تُتيح للعملاء شراء الخدمات المطلوبة في دقائق، مما يعني أنك لن تمر بعمليات طويلة من الإجراءات لطلب أيٍّ من الخدمات المقدَّمة.
كما يوفر المركز خدمات التدريب المتميزة للهيئات التعليمية والطلاب في مجال الحوسبة عالية الأداء لتقديم المساعدة للأفراد المتخصِّصين في هذا المجال لتعلُّم المزيد.